# Lydia Kavraki
Lydia E. Kavraki (* 1967 in Iraklio) ist eine griechisch-US-amerikanische Informatikerin.
Kavraki studierte an der Universität Kreta und promovierte 1995 bei Jean-Claude Latombe an der Stanford University (Random Networks in Configuration Space for Fast Path Planning). Sie ist Noah Harding Professor für Informatik, Bioingenieurwesen, Maschinenbau und Elektrotechnik an der Rice University und Direktor des dortigen Ken Kennedy Institute for Information Technology.
Kavraki forschte über Robotik, Künstliche Intelligenz, Biomedizin und Bioinformatik. Von ihr stammt Methode probabilistischer Wegpläne für Roboter oder allgemein hochdimensionale Systeme mit Beschränkungen für Bewegung und Kinematik. Aus ihrem Labor stammt die Open-Source-Software Open Motion Planning Library (OMPL).
Sie entwickelte rechnerische Methode und Werkzeuge für die Modellierung von Proteinstruktur und Proteinfunktion, molekularbiologische Wechselwirkungen und Medikamentenentwicklung zum Beispiel für Asthma und personalisierte Immuntherapie.
Sie war 2002 in der Liste der 35 Erfinder im Alter unter 35 Jahren. Sie war Sloan Research Fellow. 2000 erhielt sie den Grace Murray Hopper Award für ihre bahnbrechende Arbeit am Probabilistic-Roadmap-Ansatz, der einen Paradigmenwechsel im Gebiet der Pfadplanung verursachte, und viele Anwendungen in Robotik, Produktion, Nanotechnologie und Bioinformatik findet (Laudatio). 2010 wurde sie Fellow der Association for Computing Machinery für Beiträge zur Bewegungsplanung von Robotern und rechnerische Biologie und sie hielt deren ACM Athena Lectures. Sie ist Fellow des IEEE, der American Association for the Advancement of Science, des American Institute for Medical and Biological Engineering (AIMBE), der Academy of Medicine, Engineering and Science of Texas (TAMEST) und der Association for the Advancement of Artificial Intelligence (AAAI), Mitglied der Akademie von Athen und Mitglied der National Academy of Medicine der USA. 2019 erhielt sie mit Daphne Koller den ACM-AAAI Allen Newell Award. 2020 wurde Kavraki in die Academia Europaea gewählt, 2023 in die American Academy of Arts and Sciences und 2025 sowohl zum Mitglied der National Academy of Engineering als auch zum Mitglied der National Academy of Sciences.

## Schriften (Auswahl)
- mit J. C. Latombe: Randomized preprocessing of configuration for fast path planning, Proceedings of the 1994 IEEE International Conference on Robotics and Automation, 1994, S. 2138–2145
- mit P. Svestka, J.C. Latombe, M. H. Overmars: Probabilistic roadmaps for path planning in high-dimensional configuration spaces, IEEE Transactions on Robotics and Automation, Band 12, 1996, S. 566–580
- mit M. N. Kolontzakis, J. C. Latombe: Analysis of probabilistic roadmaps for path planning, IEEE Transactions on Robotics and Automation, Band 14, 1998, S. 166–171
- mit R. Bohlin: Path planning using lazy PRM, Proceedings 2000 ICRA. Millennium Conference, 2000
- mit A. Haeberlen, E. Flannery, A. M. Ladd, A. Rudys, D. S. Wallach: Practical robust localization over large-scale 802.11 wireless networks, Proceedings of the 10th annual international conference on Mobile computing and networking, 2004, S. 70–84
- mit A. M. Ladd, K. E. Bekirs, A. Rudys, D. S. Wallach: Robotics-based location sensing using wireless ethernet, Wireless Networks, Band 11, 2005, S. 189–204
- mit I. A. Sucan, M. Moll: The open motion planning library, IEEE Robotics & Automation Magazine, Band 19, 2012, S. 72–82
- mit Howie Choset, Kevin M. Lynch, Seth Hutchinson, George Kantor, Wolfram Burgard, Sebastian Thrun: Principles of Robot Motion, MIT Press 2015
- mit Steven M. LaValle: Motion planning, in: Bruno Siciliano, Oussama Khatib (Hrsg.), Springer Handbook of Robotics, Springer 2016, S. 109–131